# Teoria ergódica
A teoria ergódica (do grego έργον (ergon), "trabalho" e όδος (hodos), "caminho") é um ramo da matemática que estuda sistemas dinâmicos com uma medida invariante e problemas relacionados. Seu desenvolvimento inicial foi motivado por problemas da física estatística.
Uma preocupação central da teoria ergódica é o comportamento de um sistema dinâmico quando se permite que ele funcione por um longo tempo. O primeiro resultado nesta direção é o teorema da recorrência de Poincaré, que afirma que quase todos os pontos em qualquer subconjunto do espaço físico eventualmente revisitam o conjunto. Informações mais precisas são oferecidas por vários teoremas ergódicos que afirmam que, sob certas condições, a média do tempo de uma função ao longo das trajetórias existe quase em todo lugar e está relacionada com a média do espaço. Dois dos mais importantes teoremas são os propostos pelo matemático norte-americano George David Birkhoff e pelo matemático húngaro-americano John von Neumann, que afirmam a existência de uma média de tempo ao longo de cada trajetória. Para uma classe especial de sistemas ergódicos, esta média de tempo é a mesma para quase todos os pontos iniciais. Estatisticamente falando, o sistema que evolui por um longo tempo "esquece" seu estado inicial. Propriedades mais fortes, tais como a mistura e a equidistribuição, também têm sido extensivamente estudadas.
O problema da classificação métrica dos sistemas é outra parte importante da teoria ergódica abstrata. Um papel de destaque na teoria ergódica e suas aplicações aos processos estocásticos é desempenhado pelas várias noções de entropia para sistemas dinâmicos.
Os conceitos de ergodicidade e de hipótese ergódica são centrais para as aplicações da teoria ergódica. A ideia subjacente é que, para certos sistemas, a média de tempo de suas propriedades é igual à média sobre o espaço inteiro. Aplicações da teoria ergódica a outras partes da matemática geralmente envolvem o estabelecimento de propriedades de ergodicidade para sistemas de tipo especial. Em geometria, métodos da teoria ergódica têm sido usados para estudar o fluxo geodésico em variedades de Riemann, começando com os resultados do matemático austríaco Eberhard Hopf para superfícies de Riemann de curvatura negativa. Cadeias de Markov formam um contexto comum para aplicações em teoria das probabilidades. A teoria ergódica tem conexões frutíferas com a análise harmônica, a teoria de Lie (teoria de representação, reticulados em grupos algébricos) e a teoria dos números (teoria das aproximações diofantinas, funções L).

## Transformações ergódicas
A teoria ergódica está frequentemente preocupada com transformações ergódicas. A intuição por trás de tais transformações, que agem em um dado conjunto, é que elas fazem um trabalho meticuloso "mexendo" nos elementos daquele conjunto. Por exemplo, se o conjunto for uma quantidade de aveia em uma tigela e se uma colher cheia de xarope for colocada na tigela, então, iterações do inverso de uma transformação ergódica da aveia não permitirão que o xarope permaneça em uma subregião local da aveia, mas distribuirão o xarope uniformente pela aveia. Simultaneamente, estas iterações não comprimirão, nem dilatarão qualquer porção da aveia: elas preservam a medida que é a densidade. Segue a definição formal.
Considere {\displaystyle T:X\to X} uma transformação que preserva a medida em um espaço de medidas {\displaystyle (X,\Sigma ,\mu )} com {\displaystyle \mu (X)=1}. Então, {\displaystyle T} é ergódica se, para todo {\displaystyle E} em {\displaystyle \Sigma } com {\displaystyle T^{-1}(E)=E}, {\displaystyle \mu (E)=0} ou {\displaystyle \mu (E)=1}.

## Exemplos

Evolução de um ensemble de sistemas clássicos no espaço fásico (acima). Os sistemas são partículas massivas em um poço de potencial unidimensional (curva vermelha, figura abaixo). O ensemble inicialmente compacto rodopia para cima com o passar do tempo e "se espalha ao redor" do espaço fásico. Entretanto, este comportamento não é ergódico, já que os sistemas não visitam o poço de potencial à esquerda.

- Uma rotação irracional do círculo {\displaystyle R/Z}, {\displaystyle T:x\to x+\theta }, em que {\displaystyle \theta } é irracional, é ergódica. Esta transformação tem as propriedades ainda mais fortes da ergodicidade única, da minimalidade e da equidistribuição. Por contraste, se {\displaystyle \theta =p/q} for racional (nos termos mais baixos), então, {\displaystyle T} é periódica, com período {\displaystyle q}, e assim não pode ser ergódica: para qualquer intervalo {\displaystyle I} de comprimento {\displaystyle a}, {\displaystyle 0<a<1/q}, sua órbita sob {\displaystyle T} (isto é, a união de {\displaystyle I,T(I),\ldots ,T^{q-1}(1)} , que contém a imagem de {\displaystyle I} sob qualquer número de aplicações de {\displaystyle T}) é um conjunto {\displaystyle T}-invariante com operação módulo 0 que é a união de {\displaystyle q} intervalos de comprimento {\displaystyle a}, consequentemente tem medida {\displaystyle qa} estritamente entre 0 e 1.
- Considere {\displaystyle G} um grupo abeliano compacto, {\displaystyle \mu } a medida de Haar normalizada e {\displaystyle T} um automorfismo de grupo de {\displaystyle G}. Considere {\displaystyle G^{*}} um grupo dual de Pontryagin, que consiste em caráteres contínuos de {\displaystyle G}, e {\displaystyle T^{*}} o automorfismo adjunto correspondente de {\displaystyle G^{*}}. O automorfismo {\displaystyle T} é ergódico se e apenas se a igualdade {\displaystyle (T^{*})^{n}(\chi )=\chi } for possível apenas quando {\displaystyle n=0} ou {\displaystyle \chi } for o caráter trivial de {\displaystyle G}. Em particular, se {\displaystyle G} for o toro de {\displaystyle n} dimensões e o automorfismo {\displaystyle T} for representado por uma matriz unimodular {\displaystyle A}, então, {\displaystyle T} é ergódica se e apenas se nenhum autovalor de {\displaystyle A} for uma raiz da unidade.[7]
- O esquema de Bernoulli é ergódico. De forma mais generalizada, a ergodicidade da transformação do esquema associada com uma sequência de variáveis aleatórias independentes e identicamente distribuídas e alguns processos estacionários mais gerais segue da lei zero-um de Kolmogorov.
- A ergodicidade de um sistema dinâmico contínuo significa que suas trajetórias "se espalham ao redor" do espaço fásico. Um sistema com um espaço fásico compacto que tem uma primeira integral não constante não pode ser ergódico. Isto se aplica, em particular, a sistemas hamiltonianos com uma primeira integral {\displaystyle I} funcionalmente independente da função de Hamilton {\displaystyle H} e um conjunto de nível compacto {\displaystyle X={(p,q):H(p,q)=E}} de energia constante. O teorema de Liouville implica a existência de uma medida invariante finita em {\displaystyle X}, mas a dinâmica do sistema é constrangida aos conjuntos de nível de {\displaystyle I} em {\displaystyle X}, consequentemente, o sistema possui conjuntos invariantes de medidas positivas, mas menores que a inteira. Uma propriedade de sistemas dinâmicos contínuos que é oposta à ergodicidade é a integrabilidade completa.[8]

## Teoremas ergódicos
Considere que {\displaystyle T:X\to X} é uma transformação que preserva a medida em um espaço de medidas {\displaystyle (X,\Sigma ,\mu )} e suponha que {\displaystyle f} é uma função {\displaystyle \mu }-integrável, isto é, {\displaystyle f\in L^{1}(\mu )}. Então, definem-se as seguintes médias:
- Média do tempo: Esta é definida como a média (se existir) sobre iterações de {\displaystyle T} começando de algum ponto inicial {\displaystyle x}:

{\displaystyle {\hat {f}}(x)=\lim _{n\rightarrow \infty }\;{\frac {1}{n}}\sum _{k=0}^{n-1}f(T^{k}x).}
- Média do espaço: Se {\displaystyle \mu (X)} for finita e diferente de zero, pode ser considerada a média do espaço ou a média da fase de {\displaystyle f}:

{\displaystyle {\bar {f}}={\frac {1}{\mu (X)}}\int f\,d\mu .\quad {\text{ (Para um espaco de probabilidade, }}\mu (X)=1.)}
Em geral, a média do tempo e a média do espaço podem ser diferentes. Mas, se a transformação for ergódica e a medida for invariante, então, a média do tempo é igual à média do espaço quase em todo lugar. Este é o celebrado teorema ergódico, na forma abstrata supostamente proposta por Birkhoff. Na verdade, o artigo de Birkhoff considerava não o caso geral abstrato, mas apenas o caso dos sistemas dinâmicos que surgem de equações diferenciais em uma variedade suave. O teorema da equidistribuição é um caso especial do teorema ergódico, que lida especificamente com a distribuição de probabilidades no intervalo unitário.
Mais precisamente, o teorema ergódico forte ou pontual afirma que o limite na definição da média do tempo de {\displaystyle f} existe para quase todo {\displaystyle x} e que a função limite (quase em todo lugar definida) {\displaystyle {\hat {f}}} é integrável:
{\displaystyle {\hat {f}}\in L^{1}(\mu ).}
Além disto, {\displaystyle {\hat {f}}} é {\displaystyle T}-invariante, o que equivale a dizer que:
{\displaystyle {\hat {f}}\circ T={\hat {f}}}
se aplica em quase todo lugar e que, se {\displaystyle \mu (X)} for finito, então, a normalização é a mesma:
{\displaystyle \int {\hat {f}}\,d\mu =\int f\,d\mu .}
Em particular, se {\displaystyle T} for ergódica, então, {\displaystyle {\hat {f}}} deve ser uma constante (em quase todo lugar), de modo que se tem:
{\displaystyle {\bar {f}}={\hat {f}}}
em quase todo lugar. Ao juntar a primeira com a última afirmação e assumir que {\displaystyle \mu (X)} é finita e diferente de zero, tem-se que:
{\displaystyle \lim _{n\rightarrow \infty }\;{\frac {1}{n}}\sum _{k=0}^{n-1}f(T^{k}x)={\frac {1}{\mu (X)}}\int f\,d\mu }
para quase todo {\displaystyle x}, isto é, para todo {\displaystyle x} exceto para um conjunto de medida zero.
Para uma transformação ergódica, a média do tempo é igual à média do espaço quase certamente.
Como um exemplo, assume-se que o espaço de medidas {\displaystyle (X,\Sigma ,\mu )} modela as partículas de um gás como acima e considera-se que {\displaystyle f(x)} denota a velocidade da partícula na posição {\displaystyle x}. Então, os teoremas ergódicos pontuais dizem que a velocidade média de todas as partículas em um dado momento é igual à velocidade média de uma partícula sobre o tempo.
Uma generalização do teorema de Birkhoff é o teorema ergódico subaditivo de Kingman.

## Formulação probabilística
De acordo com o teorema de Birkhoff–Khinchin, considere {\displaystyle f} mensurável, {\displaystyle E(|f|)<\infty } e {\displaystyle T} um mapa que preserva a medida. Então, com probabilidade 1:
{\displaystyle \lim _{n\rightarrow \infty }\;{\frac {1}{n}}\sum _{k=0}^{n-1}f(T^{k}x)=E(f\mid {\mathcal {C}}(x)),}
em que {\displaystyle E(f|{\mathcal {C}})} é a esperança condicional dada a {\displaystyle \sigma }-álgebra {\displaystyle {\mathcal {C}}} dos conjuntos invariantes de {\displaystyle T}.

O corolário (o teorema ergódico pontual) afirma que, em particular, se {\displaystyle T} também for ergódico, então, {\displaystyle {\mathcal {C}}} é a {\displaystyle \sigma }-álgebra trivial e, assim, com probabilidade 1:
{\displaystyle \lim _{n\rightarrow \infty }\;{\frac {1}{n}}\sum _{k=0}^{n-1}f(T^{k}x)=E(f).}

## Teorema ergódico médio
O teorema ergódico médio de von Neumann se aplica a espaços de Hilbert.
Considere {\displaystyle U} um operador unitário em um espaço de Hilbert {\displaystyle H}, de forma mais generalizada, um operador linear isométrico (um operador linear não necessariamente sobrejetivo que satisfaz {\displaystyle \lVert Ux\rVert =\lVert x\rVert } para todo {\displaystyle x} em {\displaystyle H} ou equivalentemente {\displaystyle U^{*}U=I}, mas não necessariamente {\displaystyle UU^{*}=I}. Considere {\displaystyle P} a projeção ortogonal sobre {\displaystyle \{\psi \in H|U\psi =\Psi \}=\ker(I-U)}.

Então, para todo {\displaystyle x} em {\displaystyle H}, temos:
{\displaystyle \lim _{N\to \infty }{1 \over N}\sum _{n=0}^{N-1}U^{n}x=Px,}
em que o limite diz respeito à norma em {\displaystyle H}. Em outras palavras, a sequência de médias
{\displaystyle {\frac {1}{N}}\sum _{n=0}^{N-1}U^{n}}
converge a {\displaystyle P} na topologia do operador forte.

De fato, não é difícil ver que, neste caso, qualquer {\displaystyle x\in H} admite uma decomposição ortogonal em partes a partir de {\displaystyle \ker(I-U)} e {\displaystyle {\overline {\operatorname {ran} (I-U)}}} respectivamente. A parte anterior é invariante em todas as somas parciais conforme {\displaystyle N} cresce, enquanto que, para a parte posterior, a partir da soma telescópica, teríamos que:
{\displaystyle \lim _{N\to \infty }{1 \over N}\sum _{n=0}^{N-1}U^{n}(I-U)=\lim _{N\to \infty }{1 \over N}(I-U^{N})=0.}
Este teorema se especializa no caso em que o espaço de Hilbert {\displaystyle H} consiste em funções {\displaystyle L^{2}} em um espaço de medida e {\displaystyle U} é um operador de forma
{\displaystyle Uf(x)=f(Tx),}
em que {\displaystyle T} é um endomorfismo de {\displaystyle X} que preserva a medida, pensado em aplicações como se representasse um momento de um sistema dinâmico discreto. O teorema ergódico então afirma que o comportamento médio de uma função {\displaystyle f} sobre escalas de tempo suficientemente grandes é aproximado pelo componente ortogonal de {\displaystyle f} que é invariante em tempo.
Em outra forma do teorema ergódico médio, considere {\displaystyle U_{t}} um grupo monoparamétrico fortemente contínuo de operadores unitários em {\displaystyle H}. Então, o operador
{\displaystyle {\frac {1}{T}}\int _{0}^{T}U_{t}\,dt}
converge na topologia do operador forte conforme {\displaystyle T\to \infty }. Na verdade, este resultado também se estende ao semigrupo monoparamétrico fortemente contínuo de operadores contrativos em um espaço reflexivo.
Alguma intuição para o teorema ergódico médio pode ser desenvolvida ao considerar o caso em que números complexos de comprimento unitário são considerados transformações unitárias no plano complexo (por multiplicação à esquerda). Se escolhermos um único número complexo de comprimento unitário (que pensamos como {\displaystyle U}), também é intuitivo que suas potências preencherão o círculo. Já que o círculo é simétrico em torno de 0, faz sentido afirmar que as médias das potências de {\displaystyle U} convergirão a 0. Além disso, 0 é o único ponto fixo de {\displaystyle U} e, então, a projeção sobre o espaço dos pontos fixos deve ser o operador 0 (que concorda com o limite que acaba de ser descrito).

## Convergência de médias ergódicas nas normasLp
Considere {\displaystyle (X,\Sigma ,\mu )} um espaço de probabilidade com uma transformação {\displaystyle T} que preserva a medida como acima e considere {\displaystyle 1\leq p\leq \infty }. A esperança condicional no que diz respeito à sub-{\displaystyle \sigma }-álgebra {\displaystyle \Sigma _{T}} dos conjuntos {\displaystyle T}-invariantes é um projetor linear {\displaystyle E_{T}} de norma 1 do espaço de Banach {\displaystyle L^{p}(X,\Sigma ,\mu )} sobre seu subespaço fechado {\displaystyle L^{p}(X,\Sigma _{T},\mu )}. Este subespaço pode ser caracterizado como o espaço de todas as funções {\displaystyle L^{p}} {\displaystyle T}-invariantes em {\displaystyle X}. As médias ergódicas, como os operadores lineares em {\displaystyle L^{p}(X,\Sigma ,\mu )}, também têm norma de operador unitário e, como uma simples consequência do teorema de Birkhoff–Khinchin, convergem ao projetor {\displaystyle E_{T}} na topologia do operador forte de {\displaystyle L^{p}} se {\displaystyle 1\leq p\leq \infty } e na topologia do operador fraco se {\displaystyle p=\infty }. Se {\displaystyle 1\leq p\leq \infty }, então, o teorema da convergência dominada ergódica de Wiener–Yoshida–Kakutani afirma que as médias ergódicas de {\displaystyle f\in L^{p}} são dominadas em {\displaystyle L^{p}}. Entretanto, se {\displaystyle f\in L^{1}}, as médias ergódicas podem não ser equidominadas em {\displaystyle L^{p}}. Finalmente, caso se assuma que {\displaystyle f} está na classe de Zygmund, isto é, {\displaystyle |f|\log ^{+}(|f|)} é integrável, então, as médias ergódicas são igualmente dominadas em {\displaystyle L^{1}}.

## Tempo de visita
Considere {\displaystyle (X,\Sigma ,\mu )} um espaço de medida, tal que {\displaystyle \mu (X)} é finito e diferente de zero. O tempo gasto em um conjunto mensurável {\displaystyle A} é chamado de tempo de visita. Uma consequência imediata do teorema ergódico é que, em um sistema ergódico, a medida relativa de {\displaystyle A} é igual ao tempo de visita médio:
{\displaystyle {\frac {\mu (A)}{\mu (X)}}={\frac {1}{\mu (X)}}\int \chi _{A}\,d\mu =\lim _{n\rightarrow \infty }\;{\frac {1}{n}}\sum _{k=0}^{n-1}\chi _{A}(T^{k}x)}
para todo {\displaystyle x} exceto para um conjunto de medida zero, em que {\displaystyle \chi _{A}} é a função indicadora de {\displaystyle A}.
Os tempos de ocorrência de um conjunto mensurável {\displaystyle A} são definidos como o conjunto {\displaystyle k_{1},k_{2},k_{3},\ldots }, de tempos {\displaystyle k}, tal que {\displaystyle T^{k}(x)} está em {\displaystyle A}, em ordem crescente. As diferenças entre tempos de ocorrência consecutivos {\displaystyle R_{i}=k_{1}-k_{i-1}} são chamadas de tempos de recorrência de {\displaystyle A}. Outra consequência do teorema ergódico é que o tempo de recorrência médio de {\displaystyle A} é inversamente proporcional à medida de {\displaystyle A}, assumindo que o ponto inicial {\displaystyle x} está em {\displaystyle A}, de modo que {\displaystyle k_{0}=0}:
{\displaystyle {\frac {R_{1}+\cdots +R_{n}}{n}}\rightarrow {\frac {\mu (X)}{\mu (A)}}\quad {\text{(quase certamente)}},}
isto é, quanto menor for {\displaystyle A}, mais tempo leva para retornar.

## Fluxos ergódicos em variedades
A ergodicidade do fluxo geodésico em superfícies de Riemann compactas de curvatura negativa variável e em variedades compactas de curvatura negativa constante de qualquer dimensão foi provada por Hopf em 1939, embora casos especiais tenham sido estudados anteriormente, como no bilhar de Hadamard em 1898 e no bilhar de Artin em 1924. A relação entre fluxos geodésicos em superfícies de Riemann e subgrupos monoparamétricos em SL(2,R) foi descrita em 1952 pelo matemático russo Sergei Fomin e pelo matemático ucraniano Israel Gelfand. O artigo sobre fluxos de Anosov oferece um exemplo de fluxos ergódicos em SL(2,R) e em superfícies de Riemann de curvatura negativa. Muito do desenvolvimento ali descrito se aplica a variedades hiperbólicas, já que podem ser vistas como quocientes do espaço hiperbólico pela ação de um reticulado no grupo de Lie semisimples SO(n,1). A ergodicidade do fluxo geodésico em espaços simétricos de Riemann foi demonstrada pelo matemático austríaco-americano Friederich Ignaz Mautner em 1957. Em 1967, os matemáticos russos Dmitri Anosov e Yakov Sinai provaram a ergodicidade do fluxo geodésico em variedades compactas de curvatura seccional negativa variável. Um critério simples para a ergodicidade de um fluxo homogêneo em um espaço homogêneo de um grupo de Lie semisimples foi dado pelo matemático norte-americano Calvin C. Moore em 1966. Muitos dos teoremas e resultados a partir desta área de estudo são típicos da teoria da rigidez.
Na década de 1930, o matemático norte-americano Gustav Arnold Hedland provou que o fluxo horocíclico em uma superfície hiperbólica compacta é mínimo e ergódico. A ergodicidade única do fluxo foi estabelecida pelo matemático israelense Hillel Fürstenberg em 1972. Os teoremas da matemática russa Marina Ratner oferecem uma generalização importante da ergodicidade para fluxos onipotentes nos espaços homogêneos da forma {\displaystyle \Gamma /G}, em que {\displaystyle G} é um grupo de Lie e {\displaystyle \Gamma } é um reticulado em {\displaystyle G}.
Nos últimos 20 anos, muitos trabalhos têm tentado encontrar um teorema de classificação de medida semelhante aos teoremas de Ratner, mas para ações diagonalizáveis, motivados pelas conjeturas de Fürstenberg e do matemático russo Grigory Margulis. Um resultado parcial importante (resolvendo aquelas conjeturas com um pressuposto adicional de entropia positiva) foi provado pelo matemático israelense Elon Lindenstrauss, premiado com a medalha Fields em 2010 por este resultado.